# Moixent (kommun)
Mogente/Moixent är en kommun i Spanien.   Den ligger i provinsen Província de València och regionen Valencia, i den östra delen av landet, 300 km sydost om huvudstaden Madrid. Antalet invånare är 4 737. Arean är 150 kvadratkilometer. Mogente/Moixent gränsar till Enguera, Fontanars dels Alforins, La Font de la Figuera, Ontinyent och Vallada. 
Terrängen i Mogente/Moixent är huvudsakligen lite kuperad.